# 달로아
달로아(프랑스어: Daloa)는 코트디부아르 중부에 위치한 도시로, 오사산드라 주의 주도이며 인구는 약 100,000명 이상으로 추산된다. 주변에는 카카오 생산 지대가 분포하고 있어서 코트디부아르의 카카오 생산 및 유통의 중심지 역할을 담당한다. 2002년 코트디부아르 내전 때 반군과 정부군의 사이에 치열한 전투가 벌어져 많은 사상자가 속출했다.